# Nemophora prodigellus
Nemophora prodigellus is een vlinder uit de familie van de langsprietmotten (Adelidae). De wetenschappelijke naam van de soort is voor het eerst geldig gepubliceerd door Zeller in 1853.
De soort komt voor in Europa.